# Friedhelm Rathjen

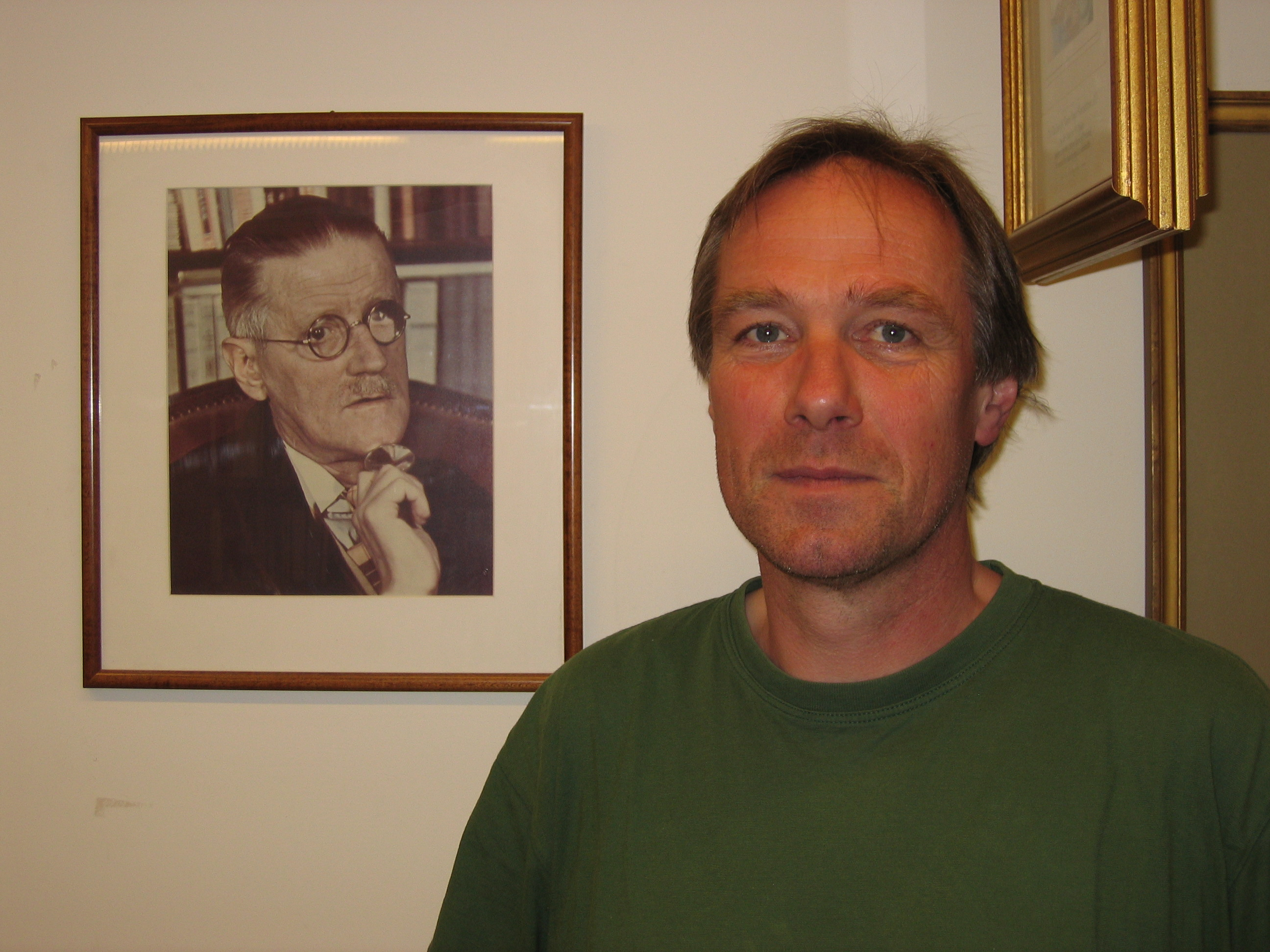
Friedhelm Rathjen in der Zürcher James Joyce Stiftung, Mai 2010

Friedhelm Rathjen (* 30. Oktober 1958 in Westerholz bei Scheeßel) ist ein deutscher Übersetzer, Literaturwissenschaftler und Schriftsteller und war von 2009 bis 2023 auch Herausgeber der Zeitschrift Bargfelder Bote, die sich Leben, Werk und Wirkung des deutschen Schriftstellers Arno Schmidt widmet. Rathjen lebt und arbeitet in Emmelsbüll-Horsbüll.

## Leben und Werk
Friedhelm Rathjen studierte Publizistik, Germanistik und Anglistik und begann 1983 hauptberuflich als Literaturkritiker zu arbeiten. Seit 1989 ist Rathjen zudem literarischer Übersetzer. Er hat unter anderem Werke von Jonathan Ames, Christopher Buckley, Anthony Burgess, Richard Jefferies, James Joyce, Herman Melville, Tom Murphy, Charles Olson, Gertrude Stein, Robert Louis Stevenson, Edward Thomas, Mark Twain sowie der Entdeckungsreisenden Lewis und Clark ins Deutsche übertragen.
Rathjens Übersetzung von Herman Melvilles Roman Moby-Dick, die zunächst im Hanser Verlag erscheinen sollte, löste eine medial beachtete Kontroverse aus, als der Verlag sich nach einem Herausgeberwechsel entschied, die Übersetzung durch Matthias Jendis bearbeiten zu lassen. Dessen Veränderungen waren so umfangreich, dass Rathjen die Bearbeitung nicht unter seinem Namen veröffentlicht sehen wollte und dem Verlag vorschlug, ihm die Rechte an seiner Übersetzung zurückzugeben und die Bearbeitung unter Jendis' Namen zu publizieren. Sie erschien 2001 im Hanser Verlag und wurde im Folgejahr unter anderem mit dem Heinrich Maria Ledig-Rowohlt-Preis für Übersetzungen angelsächsischer Literatur und dem Nicolas-Born-Preis ausgezeichnet, während Rathjens ursprüngliche Moby-Dick-Übersetzung 2004 bei Zweitausendeins veröffentlicht wurde. Dort erschien 2006 auch eine vollständige dreißigstündige Hörbuchausgabe, gesprochen von Christian Brückner.
Rathjen, der sich als Literaturwissenschaftler intensiv mit Leben und Werk von Samuel Beckett, James Joyce und Arno Schmidt beschäftigt hat, ist der breiten Öffentlichkeit vor allem durch seine Bücher in Rowohlts Monographien über James Joyce und Samuel Beckett bekannt. Aber auch als Beatles-Fachmann hat sich Rathjen durch seine Dokumentation Von Get Back zu Let It Be. Der Anfang vom Ende der Beatles (2009) einen Namen gemacht.
Rathjens eigene literarische Produktion wurde von seiner literaturwissenschaftlichen Tätigkeit als Biograph, Übersetzer und Herausgeber in den Hintergrund gedrängt. Erst im Herbst 2007 ist der Band Vom Glück erschienen, der Rathjens Prosa aus den Jahren 1983 bis 1989 versammelt. Hans Wollschläger schrieb nach Lektüre eines dieser Texte: „Ihren WART habe ich mit ausschweifender Phantasie gelesen: ein schönes, hintersinniges Stück Prosa.“
Anfang 2009 wurde Friedhelm Rathjen gemäß Jörg Drews’ Wunsch vom Verlag Edition text + kritik mit der Herausgeberschaft der 1972 gegründeten literaturwissenschaftlichen Fachzeitschrift Bargfelder Bote beauftragt, die sich Leben, Werk und Wirkung des deutschen Schriftstellers Arno Schmidt widmet.
Im Frühjahr 2012 erschienen Rathjens Neuübersetzung von James Joyce’ Roman Ein Porträt des Künstlers als junger Mann auf Grundlage der von Hans Walter Gabler edierten textkritischen Garland-Ausgabe von 1993 mit einem Nachwort von Marcel Beyer sowie Rathjens Übersetzung von James Joyce’ Geschichten von Shem und Shaun / Tales Told of Shem and Shaun, drei Geschichten aus Finnegans Wake.
Am 10. Oktober 2013 wurde Friedhelm Rathjen vom Deutschen Literaturfonds für sein Gesamtwerk, insbesondere aber für die Neuübersetzung des Romans Ein Porträt des Künstlers als junger Mann im Rahmen der Frankfurter Buchmesse mit dem mit 15.000 Euro dotierten Paul-Celan-Preis ausgezeichnet. In der Begründung heißt es:

„Nach Georg Goyert und Klaus Reichert hat Rathjen das Buch zum dritten Mal ins Deutsche übersetzt, nach einer von Hans Walter Gabler erstellten textkritischen Fassung, die zum ersten Mal alle vom Autor verfügten Eigentümlichkeiten und Inkonsequenzen berücksichtigt. Die Jury [...] ist der Überzeugung, dass Rathjen für diese Eigentümlichkeiten, vor allem aber für die unterschiedlichen Sprechweisen und Stilebenen in Joyce’ Roman überzeugende deutsche Lösungen gefunden hat. Rathjens neuer Joyce, so die Jury, verfügt über ein beeindruckendes sprachliches Register, zwischen kindlichem und erwachsenem Sprechen, zwischen Umgangssprache und gelehrtem Diskurs.“

## Auszeichnungen
- Paul-Celan-Preis (2013)

## Werke

### Monographien
- James Joyce. Rowohlt, Reinbek 2004, ISBN 978-3-499-50591-1
- Samuel Beckett. Rowohlt, Reinbek 2006, ISBN 3-499-50678-5
- Bargfeld und die Welt. Ein Arno-Schmidt-Bildatlas, Edition ReJoyce, Scheeßel 2010, ISBN 978-3-00-032782-7

### Übersetzungen (Auswahl)
- Howard Jacobson: Im Zoo, Roman. Deutsche Verlags-Anstalt, München 2014, ISBN 978-3-421-04564-5.
- Henry James: Das Tagebuch eines Mannes von fünfzig Jahren, Erzählung. Edition 5plus, Berlin 2013.
- James Joyce: Geschichten von Shem und Shaun Tales Told of Shem and Shaun. Englisch und deutsch Herausgegeben, übertragen und mit einem Nachwort versehen von Friedhelm Rathjen. Suhrkamp. Berlin 2012.
- James Joyce: Ein Porträt des Künstlers als junger Mann. Auf Grundlage der von Hans Walter Gabler edierten textkritischen Garland-Ausgabe von 1993 aus dem irischen Englisch übersetzt von Friedhelm Rathjen; mit einem Nachwort von Marcel Beyer. Manesse Verlag, Zürich 2012, ISBN 978-3-7175-2222-5.
- James Joyce: Finn's Hotel, herausgegeben von Danis Rose. Suhrkamp, Berlin 2014, ISBN 978-3-518-42454-4.
- Mark Twain: Abenteuer von Huckleberry Finn. Aus dem Amerikanischen und mit Anmerkungen versehen von Friedhelm Rathjen. Insel, Frankfurt am Main 2009, ISBN 978-3-458-35228-0.
- Herman Melville: Moby-Dick. Deutsch von Friedhelm Rathjen. Herausgegeben von Norbert Wehr. Mit 269 Federzeichnungen von Rockwell Kent. Zweitausendeins.

### Herausgeber (Auswahl)
- Bargfelder Bote (2009 bis 2023)
- James Joyce: James Joyce für Boshafte. Ausgewählt von Friedhelm Rathjen. Suhrkamp.
- James Joyce: Liebesgedichte. Aus dem Englischen von Hans Wollschläger. Ausgewählt und mit einem Nachwort versehen von Friedhelm Rathjen. Suhrkamp.
- Arno Schmidt – Zettel’s Traum, Mai 2020, edition text + kritik, ISBN 978-3-96707095-8

### Dokumentation
- Friedhelm Rathjen: Von Get back zu Let it be. Rogner & Bernhard Verlag (2009).